# Walter Obare
Walter Obare Omwanza, född 1947, är ärkebiskop i Evangelical Lutheran Church of Kenya. 

## Barndom och familj
Obare föddes i byn Misambi den 10 maj 1947 i distriktet Nyamira i Kenya. Han gifte sig år 1976.

## Tjänst i kyrkan
Obare studerade vid Matongo Lutheran Theological College (MLTC) och utexaminerades 1981 med allmän behörighet i teologi.
Han prästvigdes år 1982, varefter han tjänade som församlingspräst i nio församlingar samtidigt. År 1985 utnämndes han av sin kyrka för att vara pastor för skolor som omfattade hela kyrkan. 1991 studerade han igen på MLTC där han fick ett högre examensbevis i teologi och tog ut examen år 1993. Samma år började han en lärarkarriär på MLTC.
Han beviljades en magisterexamen från Concordia Seminary i Saint Louis av den lutherska Missourisynoden där han fick en MA-examen. Han återvände till Kenya och fortsatte på MLTC fram till augusti 2002 när han kallades till ämbetet som ELCK:s presidiebiskop. Han biskopsvigdes den 24 november 2002.

## Missionsprovinsen och Lutherska världsförbundet
Den 5 februari 2005 vigde han en svensk präst, Arne Olsson, till biskop för den konservativa gruppen Missionsprovinsen, som motsätter sig Svenska kyrkans ordning med prästvigning av kvinnor. En konsekvens blev att Obare avsattes från en ledarposition i Lutherska världsförbundet den 1 september 2005.